# Parafia Narodzenia Najświętszej Maryi Panny w Kuropatniku
Parafia Narodzenia Najświętszej Maryi Panny w Kuropatniku – parafia rzymskokatolicka w dekanacie Strzelin w archidiecezji wrocławskiej. Erygowana w 1966 roku.
Obsługiwana przez księży archidiecezjalnych. Jej proboszczem jest ks. mgr Tadeusz Polan wicedziekan.

## Parafialne księgi metrykalne
| Księgi metrykalne | Okres ewidencji |
| ----------------- | --------------- |
| chrztów           | 1966 -          |
| ślubów            | 1966 -          |
| zgonów            | 1966 -          |